# Божественні
«Божественні» (фр. Divines) — французька кримінальна драма 2016 року, повнометражний режисерський дебют Уди Беньяміни. Стрічка була представлена в програмі Двотижневик режисерів на 69-му Каннському міжнародному кінофестивалі (2016) де вона була відзначена призом «Золота камера» .

## Сюжет
15-річня Дунія бунтує проти життя в нетрях паризького передмістя, де вона мешкає з матір'ю, що працює офіціанткою та вживає алкоголь, і яка змирилася з таким життям. Дунія ставить перед собою завдання — заробити великі гроші. Її подруга Маймуна, що живе в ортодоксальній мусульманській сім'ї, не є такою бунтаркою як Дунія, але йде за нею в усіх її пустощах та інших дрібних злочинах. Дівчата починають працювати на «хазяйку району» наркодилерку Ребекку. Але коли Дунія зустрічає молодого танцівника Дігія, для неї відкриваються двері в абсолютно інше життя.

## У ролях
| Улая Амамра      | ···· | Дунія        |
| Дебора Люкумуена | ···· | Маймуна      |
| Кевін Мішель     | ···· | Дігій        |
| Джіска Кальванда | ···· | Ребекка      |
| Ясін Уїша        | ···· | Самір        |
| Маждулін Ідріссі | ···· | Міріам, мати |
| Басс Дем         | ···· | мосьє Камара |
| Фарід Ларбі      | ···· | Реда         |

## Знімальна група
- Автори сценарію — Уда Беньяміна, Ромайн Компан, Малік Риму
- Режисер-постановник — Уда Беньяміна
- Продюсер — Марк-Бенуа Креансьє
- Виконавчі продюсери — Джессіка Росьє, Фуна Мадука
- Асистент продюсера — Полін Сільвестр
- Композитор — Demusmaker
- Оператор — Жульєн Пупар
- Монтаж — Луї Лаллеман, Венсан Тріко
- Підбір акторів — П'єр-Франсуа Креансьє, Сандра Дурандо
- Художник-постановник — Маріон Бургер
- Художник по костюмах — Аліс Камбурнак

## Нагороди та номінації
| Кінопремія                                    | Дата церемонії | Категорія                                                                       | Номінант(и)                                | Результат | Дж            |
| --------------------------------------------- | -------------- | ------------------------------------------------------------------------------- | ------------------------------------------ | --------- | ------------- |
| Каннський кінофестиваль                       | 2016           | Золота камера                                                                   | Уда Беньяміна                              | Перемога  | [ 7 ]         |
| Каннський кінофестиваль                       | 2016           | Премія товариства драматичних авторів і композиторів (SACD) — Спеціальна згадка | Божественні                                | Перемога  | [ 7 ]         |
| Каннський кінофестиваль                       | 2016           | Queer Palm                                                                      | Божественні                                | Номінація | [ 7 ]         |
| Лондонський кінофестиваль                     | 2016           | Сазерленд Трофі за найкращий перший художній фільм                              | Божественні                                | Номінація | [ 8 ]         |
| Мюнхенський кінофестиваль                     | 2016           | Нагорода CineVision за найкращий фільм режисера-новачка                         | Божественні                                | Перемога  | [ 9 ]         |
| Премія Американського інституту кіномистецтва | 2016           | Приз аудиторії — Нові автори                                                    | Уда Беньяміна                              | Перемога  |               |
| Премія Американського інституту кіномистецтва | 2016           | Приз аудиторії — Прорив                                                         | Уда Беньяміна                              | Перемога  |               |
| Карфагенський кінофестиваль                   | 2016           | Найкраща акторка                                                                | Улая Амамра, Дебора Люкумуена              | Перемога  |               |
| Карфагенський кінофестиваль                   | 2016           | Приз ФІПРЕССІ                                                                   | Божественні                                | Перемога  |               |
| Золотий глобус                                | 8 січня 2017   | Найкращий фільм іноземною мовою                                                 | Божественні                                | Номінація | [ 10 ]        |
| Кришталевий глобус                            | 2016           | Найкращий фільм                                                                 | Божественні                                | Номінація |               |
| Премія «Люм'єр»                               | 30 січня 2017  | Найкращий дебютний фільм                                                        | Божественні                                | Перемога  | [ 11 ] [ 12 ] |
| Премія «Люм'єр»                               | 30 січня 2017  | Найкраща молода акторка                                                         | Улая Амамра                                | Перемога  | [ 11 ] [ 12 ] |
| Премія «Люм'єр»                               | 30 січня 2017  | Найкраща молода акторка                                                         | Дебора Люкумуена                           | Перемога  | [ 11 ] [ 12 ] |
| Кришталевий глобус                            | 30 січня 2017  | Найкращий фільм                                                                 | Божественні                                | Номінація |               |
| Премія «Сезар»                                | 24 лютого 2017 | Найкращий фільм                                                                 | Божественні                                | Номінація | [ 13 ] [ 14 ] |
| Премія «Сезар»                                | 24 лютого 2017 | Найкращий дебютний фільм                                                        | Божественні                                | Перемога  | [ 13 ] [ 14 ] |
| Премія «Сезар»                                | 24 лютого 2017 | Найкраща режисерська робота                                                     | Уда Беньяміна                              | Номінація | [ 13 ] [ 14 ] |
| Премія «Сезар»                                | 24 лютого 2017 | Найкраща акторка другого плану                                                  | Дебора Люкумуена                           | Перемога  | [ 13 ] [ 14 ] |
| Премія «Сезар»                                | 24 лютого 2017 | Найперспективніша акторка                                                       | Улая Амамра                                | Перемога  |               |
| Премія «Сезар»                                | 24 лютого 2017 | Найкращий оригінальний сценарій                                                 | Ромайн Компан, Уда Беньяміна та Малік Риму | Номінація |               |
| Премія «Сезар»                                | 24 лютого 2017 | Найкращий монтаж                                                                | Луї Лаллеман, Венсан Тріко                 | Номінація |               |